# Gasherbrum II
Gasherbrum II (também conhecido como K4) é a décima terceira montanha mais elevada do mundo. Gasherbrum II é o terceiro pico mais elevado dos montes de Gasherbrum, situado na região de Karakoram, no Himalaia. Tem proeminência topográfica de 1524 m e isolamento topográfico de 5,26 km.
A rota padrão é através do cume a sudoeste, que é relativamente livre de perigos, tais como as quedas e as avalanches de gelo.

## Ascensões ao cume
O Gasherbrum II foi escalado primeiramente em 8 de Julho de 1956 por Fritz Moravec, Josef Larch e Hans Willenpart, todos integrantes de uma expedição austríaca.
O primeiro português a atingir o seu cume foi João Garcia, em 2 de agosto de 2001, sem recurso a oxigénio artificial.
A primeira ascensão da face norte do Gasherbrum II em 20 de julho de 2007 por Karl Unterkircher, Daniele Bernasconi e Compagnoni Michele.
O cume foi alcançado pela primeira vez de inverno em 2011 por Simone Moro, Denis Urubko e Richards Cory.